# Конрад Вайзе
Конрад Вайзе (нім. Konrad Weise, нар. 17 серпня 1951, Грайц) — східнонімецький футболіст, що грав на позиції захисника. По завершенні ігрової кар'єри — тренер.
Виступав, зокрема, за клуб «Карл Цейс», а також національну збірну НДР. У складі збірної — олімпійський чемпіон 1976 року.

## Клубна кар'єра
Народився 17 серпня 1951 року в місті Грайц. Вихованець юнацьких команд футбольних клубів «Фортшрітт Грайц» та «Карл Цейс».
У дорослому футболі дебютував 1970 року виступами за команду «Карл Цейс», кольори якої і захищав протягом усієї своєї кар'єри гравця, що тривала цілих сімнадцять років. З моменту дебюту він був основним гравцем команди, і в 1971 році він досяг свого першого успіху, ставши віце-чемпіоном країни. У 1972 році він виграв Кубок Східної Німеччини, перемігши 2:1 у фіналі проти «Динамо» (Дрезден), а в 1973 році знову став віце-чемпіоном країни. У 1974 році він досяг ще одного успіху з «Карл Цейсом» — він знову виграв Кубок НДР, цього разу завдяки перемозі 3:1 у фіналі над «Динамо» (Дрезден). І в 1974, і в 1975 році команда з Єни фінішувала другою в лізі, двічі відстаючи від «Магдебурга». У 1980 році Вайзе виграв ще один національний кубок, здолавши у фіналі 3:1 з «Рот-Вайс» (Ерфурт), а в 1981 році він востаннє став віце-чемпіоном НДР. Він закінчив свою футбольну кар'єру в 1986 році, зігравши 420 ігор в усіх турнірах (310 ігор і 17 голів у чемпіонаті, 51 ігор і сім голів у Кубку та 59 ігор і один гол у єврокубках. З 1975 по 1986 рік Вайзе був капітаном команди.
По завершенні ігрової кар'єри тривалий працював тренером молодіжної команди «Карл Цейс», а також очолював нижчолігові німецькі клуби «Цвікау» та «Гера 03»

## Виступи за збірну
27 липня 1970 року дебютував в офіційних іграх у складі національної збірної НДР в товариському матчі зі збірною Іраку, що завершився перемогою східних німців з рахунком 5:0, причому сам Конрад записав на свій рахунок п'ятий гол своєї збірної.
У 1972 році Вайзе у складі збірної поїхав у Мюнхен на XX літні Олімпійські ігри, де зіграв у всіх семи матчах своєї команди, яка стала бронзовим призером.
Через два роки у складі збірної був учасником чемпіонату світу 1974 року у ФРН, на якому зіграв у всіх шести матчах, включаючи знаменитий матч зі збірної ФРН.
У 1976 року Вайзе знову відправився на Олімпійські ігри, на цей раз більш вдало, оскільки збірна НДР завдяки перемозі у фіналі над збірною Польщі з рахунком 3:1, завоювала перші і єдині у своїй історії золоті олімпійські медалі.
Свій останній виступ за збірну Вайзе провів у відбірковому матчі до чемпіонату світу 1982 року проти збірної Польщі 10 жовтня 1981 року, той матч завершився поразкою східних німців з рахунком 2:3. Загалом протягом кар'єри у національній команді, яка тривала 9 років, провів у її формі 86 матчів, забивши 2 голи.

## Титули і досягнення

### Командні
Збірна НДР
- Чемпіон Європи (U-18): 1970
- Олімпійський чемпіон: 1976
- Бронзовий олімпійський призер: 1972

«Карл Цейс»
- Срібний призер чемпіонату НДР (5): 1971, 1973, 1974, 1975, 1981
- Бронзовий призер чемпіонату НДР (5): 1977, 1979, 1980, 1983, 1986
- Володар Кубка НДР (3): 1971/72, 1973/74, 1979/80
- Фіналіст Кубка володарів кубків УЄФА: 1980/81

### Особисті
- 35-е місце в списку гравців з найбільшою кількістю матчів, зіграних в чемпіонаті НДР: 310 матчів[4]